# Hadi Choopan
Hadi Choopan (persa: هادی چوپان ; també romanitzat com a Hādi Chupān ; nascut el 1987), conegut pel seu sobrenom "El llop persa", és un culturista professional iranià. És el guanyador del concurs Mr. Olympia 2022.

## Carrera
Choopan va ser membre fix de l'equip nacional iranià de culturisme del 2011 al 2016. Ha competit diverses vegades als concursos de la Federació Internacional de Culturisme i Fitness (IFBB) i va guanyar diversos títols.
El 2018, el president dels Estats Units, Donald Trump, va prohibir l'entrada al país a tots els nacionals iranians, i a Choopan se li va negar el visat per participar en l'Arnold Classic del 2018. Va expressar la seva frustració i va qualificar l'incident de discriminatori.
Poc abans de guanyar el Sr. Olympia el 2022, Choopan va fer una publicació a Instagram en què va invocar el nom de la deïtat zoroastriana principal Ahura Mazda. Més tard va dedicar la seva victòria a les "honorables dones de l'Iran" en referència a les protestes de Mahsa Amini.

## Títols i honors
- 15 medalles d'or provincials (províncies de Fars i Teheran)
- 6 medalles nacionals (3 d'or, 2 de plata i 1 de bronze)
- Campionats del Món WBPF: Medalla de plata, 2012
- Campionats d'Àsia WBPF: Medalla d'or, 2013
- Campionats del Món WBPF: medalla d'or, 2013, 2014, 2015
- Mr. Olympia Amateur: Medalla d'or, 2017
- IFBB Sheru Classic: Medalla de plata, 2017
- Gran Premi d'Àsia: Medalla de plata, 2017
- San Marino Pro: Medalla de plata, 2017
- Dubai Expo: Medalla de plata, 2018
- IFBB Portugal Pro: Medalla d'or, 2018
- Gran Premi d'Àsia: Medalla d'or, 2018
- IFBB Vancouver Pro: Medalla d'or, 2019
- Mr. Olympia 2019 : 3r lloc[9][10][11][12][13][14][15][16]
- Mr. Olympia 2020 : 4t lloc
- Mr. Olympia 2021 : 3r lloc[17]
- Mr. Olympia 2022 : 1r classificat
- Esportista iranià de l'any 2023